# Margarita Gómez-Acebo
Pour les articles homonymes, voir Gómez et Acebo.
Titre
Épouse du prétendant au trône de Bulgarie
Depuis le 21 janvier 1962
(63 ans, 6 mois et 22 jours)
Margarita Gómez-Acebo, née le 6 janvier 1935 à Madrid (Espagne), est l'épouse du roi déchu Siméon II de Bulgarie.
Bien qu'elle l'ait épousé durant son exil, elle est souvent présentée comme reine (ou tsarine) Margarita de Bulgarie. Durant le mandat de son mari comme Premier ministre de Bulgarie, elle est également appelée Mme Margarita Sakskoburggotska. Elle porte les titres de courtoisie de princesse de Saxe-Cobourg et Gotha, ainsi que de duchesse de Saxe et comtesse Rylski. La Bulgarie n'étant plus une monarchie depuis l'exil du roi Siméon en 1946, elle ne porte aucun titre officiel bulgare, ni ses enfants.

## Famille
Margarita Gómez-Acebo est la fille de Manuel Gómez-Acebo y Modet, marquis de Cortina, et de son épouse María de las Mercedes Cejuela y Fernández. Ses parents et sa grand-mère maternelle sont assassinés par les républicains espagnols en 1936, soit au début de la guerre civile espagnole. Pour cette raison, elle et son frère, José Luis, ont reçu la Médaille de la souffrance pour la mère patrie.
La reine Marguerite est également la cousine germaine de Luis Gómez-Acebo, duc de Badajoz, époux de l'infante María del Pilar, sœur aînée du roi Juan Carlos Ier d'Espagne.

## Mariage et descendance
Depuis son mariage avec Siméon II, le 21 janvier 1962 à Vevey en Suisse, elle porte le titre de courtoisie de Sa Majesté Margarita, reine des Bulgares. De cette union naissent cinq enfants :
- le prince Kardam de Bulgarie, prince héritier, prince de Tarnovo, duc de Saxe, né le 2 décembre 1962 à Madrid, décédé dans cette même ville le 7 avril 2015. Marié à Miriam Ungría y López, il est père de deux enfants.
- le prince Kyril de Bulgarie, prince de Preslav, duc de Saxe, né le 11 juillet 1964 à Madrid. Marié à Rosario Nadal y Fuster-Puigdorfila, il est père de trois enfants.
- le prince Kubrat de Bulgarie, chirurgien, prince de Panagyurichté, duc de Saxe, né le 5 novembre 1965 à Madrid. Marié à Carla Soledad Royo-Villanova y Urrestarazu, il est père de trois enfants.
- le prince Konstantin de Bulgarie, prince de Vidin, duc de Saxe, né le 5 décembre 1967 à Madrid. Marié à María García de la Rasilla y Cortázar, il est père de deux enfants.
- la princesse Kalina de Bulgarie, comtesse de Murány, duchesse de Saxe, née le 19 janvier 1972 à Madrid. Mariée en décembre 2002 à Antonio José Muñoz Valcárcel, elle a un enfant.

## Titulature
- Depuis le 21 janvier 1962 : Sa Majesté la reine (ou tsarine) Margarita de Bulgarie, duchesse de Saxe-Cobourg-Gotha, princesse de Saxe et comtesse Rylski.

## Distinctions
- Bulgarie : Dame Grand-Croix de l'ordre de Saint-Alexandre[2].
- Espagne :
  - Médaille de la souffrance pour la patrie (es) ;
  - Dame Grand-Croix de l'ordre du Mérite civil (07/06/2003)[3].
- Grèce : Dame Grand-Croix de l'ordre de Bienfaisance (17/09/1964)[4].
- Ordre souverain de Malte : Dame de l'ordre souverain de Malte (27/10/2010)[5].